# 哥本哈根机场站 (哥本哈根地铁)
哥本哈根机场站（丹麦语：Københavns Lufthavn Station）是哥本哈根地铁的一个高架车站，位于阿迈厄岛上，为哥本哈根机场提供接驳交通服务。该站为哥本哈根地铁2号线的终点站，由且仅由哥本哈根地铁2号线使用，属于哥本哈根地铁第4收费区。
列车在进入该站时会先经过上跨欧洲E20公路的高架桥。站台本身则上跨丹麦国家铁路所属的厄勒海峡铁路。该地铁站还与一座停车楼相连。该站2层有廊道通向哥本哈根机场3号航站楼。
哥本哈根地铁所属的“哥本哈根机场站”与丹麦国家铁路所属的“哥本哈根机场站”是两座相邻且同名的轨道交通车站，二者不是同一座车站的两部分，二者均为哥本哈根机场提供接驳交通服务。

## 外部連結
- 维基共享资源上的相關多媒體資源：哥本哈根机场站
- 哥本哈根地铁官网对本站的介绍 （丹麥語）